# Affaire famille Richardson
L'affaire famille Richardson désigne le meurtre de la famille Richardson à Medicine Hat, Alberta, Canada en avril 2006. Les meurtres sont planifiés et exécutés par l'un des membres de la famille âgé de douze ans, Jasmine Richardson, et par son petit ami âgé de 23 ans, Jeremy Steinke, qui s'est lui-même renommé Jackson May.

## Découverte
À 13 h le 23 avril 2006, les corps du père de famille Marc Richardson, 42 ans, et de son épouse Debra, 48 ans, sont retrouvés au sous-sol de leur maison, et le corps de leur fils Jacob, 8 ans, est découvert à l'étage. Le seul membre de la famille manquant à l'appel est Jasmine, douze ans. Un temps, les investigateurs pensent que Jasmine a été victime d'un kidnapping mais elle est plus tard arrêtée à Leader (Saskatchewan), à approximativement 130 km (81 miles) du domicile familial, en compagnie de son petit ami de 23 ans, Jeremy Allan Steinke. Les deux individus sont accusés d'homicides. Plus tard, le 3 mai 2006, une amie de Steinke, Kacy Lancaster, 19 ans, est arrêtée pour détention de preuves, et pour avoir conduit le couple à bord de son pick-up.

## Motivations
Selon les amis de Jasmine, qui critiquent également cette relation, les parents de la jeune fille lui avaient interdit de fréquenter Steinke à cause de leur grande différence d'âge. Peu après son arrestation, Steinke la demande en mariage et Jasmine accepte. L'entourage de Steinke explique que ce dernier pensait être un loup-garou de 300 ans qui aimait le goût du sang, notamment. Il fut également membre du site Vampirefreaks.com. La jeune fille était également inscrite sur le site, et il semblerait qu'ils se soient rencontrés sur celui-ci. Une connaissance de Steinke dit plus tard que le couple se serait en fait rencontré à un concert de punk rock au début de 2006. Le couple communiquait également via Nexopia (en), un site destiné aux jeunes Canadiens. De nombreux messages qu'ils se sont envoyés étaient publics, avant que les comptes utilisateurs ne soient supprimés par les administrateurs du site. La page utilisateur de la jeune fille, du nom de runawaydevil, lui donnait 15 ans et présentait le message d'accueil suivant : « Welcome to my tragic end ». Quelques heures avant les meurtres, Steinke et quelques amis auraient regardé un film, Le Meurtre dans le sang, mettant en scène un jeune couple auteur de meurtres. Steinke aurait alors expliqué à ses amis qu'ils feraient de même, lui et sa jeune compagne, à la famille Richardson au complet. Steinke cite la phrase suivante à un policier en civil : « Vous avez déjà regardé le film Le Meurtre dans le sang ?... Pour moi, c'est la meilleure histoire d'amour de tous les temps ».

## Verdicts
Sous la loi sur le système de justice pénale pour les adolescents en vigueur au Canada, une fois considérée comme suspecte dans l'enquête, la jeune fille est protégée par l'anonymat. Sous la même loi, un mineur de douze ans peut être jugé pour meurtre ; une condamnation ne peut néanmoins prendre effet avant l'âge de quatorze ans à l'époque des faits, et une peine de plus de dix ans ne pouvait être prononcée. Le 9 juillet 2007, la jeune fille est jugée coupable de trois meurtres au premier degré. Le 8 novembre 2007, elle est condamnée à la peine maximum de dix ans de prison. L'application de sa peine est répartie sur des séjours successifs de huit mois en détention puis quatre ans en institution psychiatrique, et quatre ans et demi en liberté conditionnelle. En septembre 2011, Jasmine étudie à la Mount Royal University de Calgary, Alberta, durant ses dernières années d'incarcération. La jeune Richardson est considérée comme la plus jeune adolescente condamnée pour multiples meurtres au Canada.
Le 15 décembre 2008, Steinke est condamné à perpétuité pour trois meurtres au premier degré. Richardson n'est finalement pas obligée d'effectuer ses dix années en institution psychiatrique et exprime de profonds remords pour ses actes, que des experts jugent sincères. Steinke reconnaît le meurtre des parents lors de sa détention.